# Litván Szovjet Szocialista Köztársaság
A Litván Szovjet Szocialista Köztársaság, rövidítéssel Litván SZSZK (litvánul Lietuvos Tarybų Socialistinė Respublika, Lietuvos TSR, oroszul Литовская Советская Социалистическая Республика) a Szovjetunió tagköztársasága volt 1940 és 1991 között, a mai Litvániával teljesen megegyező területtel.

## Létrejötte
A Molotov–Ribbentrop-paktum értelmében a Szovjetunió átadta Litvániának Vilniust és környékét, egyidejűleg Litvánia és a Szovjetunió kölcsönös segítségnyújtási szerződést kötöttek. 1940. június 14-én a szerződés megszegésére hivatkozva a szovjet kormány több litván miniszter leváltását és további szovjet katonai egységek Litvániában való állomásoztatását követelte. Miután a litvánok nem teljesítették a kérést, a szovjet Vörös Hadsereg június 14–15-én bevonult Litvániába. Ezt követően megalakult az úgynevezett Népi Kormány, amely 1940. július 21-én kikiáltotta a Litván Szovjet Szocialista Köztársaságot, melyet augusztus 3-án vettek fel a Szovjet Szocialista Köztársaságok Szövetsége tagjai közé.
1941–44 között a Litván SZSZK német megszállás alatt állt, majd ismét a Szovjetunió része lett.

## Lakosság
A szovjetesítés, a német megszállás, a különböző harci cselekmények és partizánháború során Litvánia lakossága súlyos emberveszteséget szenvedett:
1940-ben a köztársaság lakossága 2,9 millió fő volt.
- A német megszállás idején a zsidó lakosság 95%-át, kb. 200 000 főt meggyilkoltak,
- az 1950-es évek elején mintegy 120 000 főnyi lengyel lakosságot telepítettek ki (repatriatizáció) elsősorban Vilniusból és környékéről,
- 1953-ig Szibériába, a sarkkörön túli területekre és Közép-Ázsiába deportáltak 135 000 főt,
- különböző lágerekben (Gulag) volt mintegy 150 000 fő.

Ezzel párhuzamosan folyamatos volt a lakosság betelepítése is más szovjet tagköztársaságokból, elsősorban az Oroszországi Föderációból, így a lakosság létszáma 1975-re 3,29 millióra, 1989-re 3,69 millióra emelkedik.

## Államszervezet
A Litván SZSZK alkotmányát a Szovjetunió többi köztársaságai alkotmányának mintájára 1940. augusztus 25-én fogadták el. Ennek értelmében a Litván SZSZK törvényhozó szerve a Legfelsőbb Tanács lett, míg a Népbiztosok Tanácsa lett a kormány elnevezése. A köztársaság területén a Szovjetunió Büntető (1961-ig) és Polgári (1964-ig) Törvénykönyve volt érvényben [forrás?]. A földeket és az ipari üzemeket államosították, 1947–1952 között megtörtént az ország teljes kollektivizálása. 1951-ben alkotmányba iktatták, hogy a Litván SZSZK-ban  felépült a szocializmus [forrás?]. A Litván Szovjet Szocialista Köztársaság utolsó alkotmányát 1978-ban fogadták el a Szovjetunió 1977-es alkotmánya alapján.

## Megszűnése
A Litván SZSZK Legfelsőbb Tanácsa 1990. március 11-én kinyilvánította a Litván Köztársaság megalakulását és függetlenné válását a Szovjetuniótól. Az ország határai nem változtak a korábbi szovjet köztársaságok közötti határokhoz képest.